# 菲萊 (埃及)

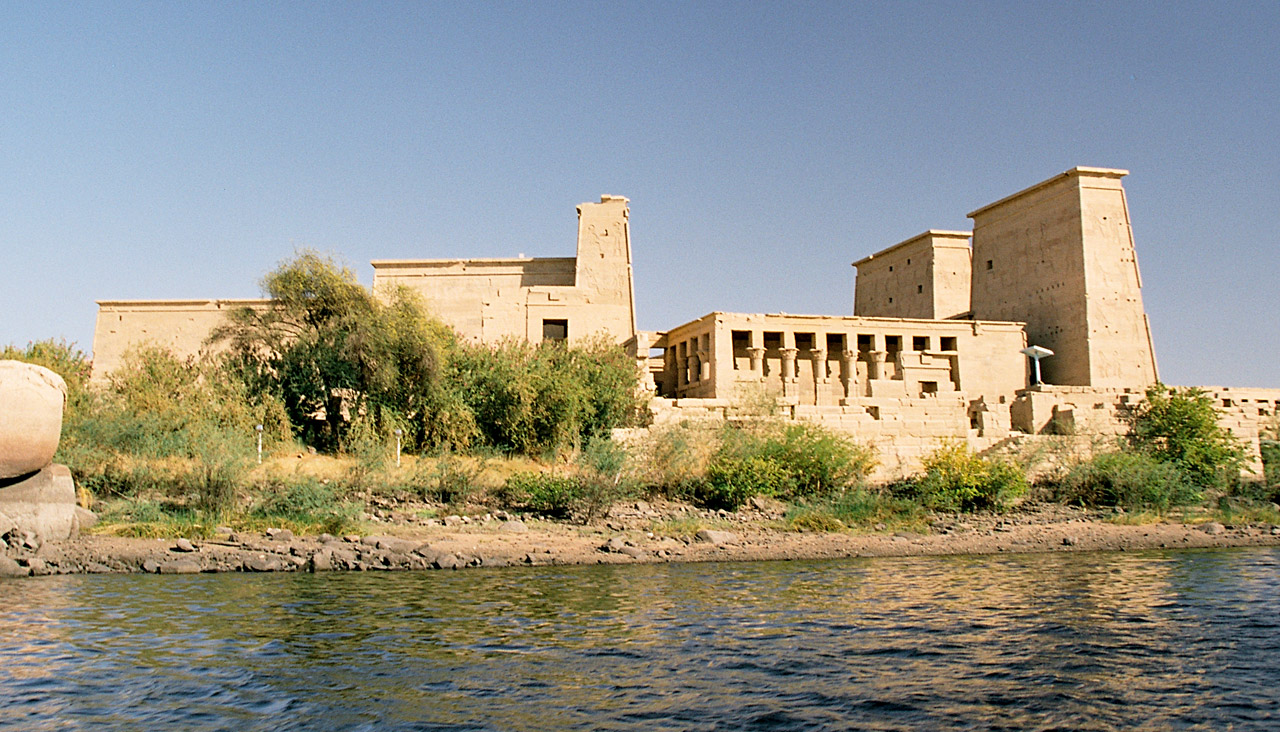
尼羅河畔的菲萊神廟

菲萊 (希腊文：Φιλαί, Philai；古埃及文：Pilak，P'aaleq，Anas el Wagud）是一座位于尼罗河中的岛屿，也是埃及南部一个有古埃及神庙建筑群的地方。第一座阿斯旺水坝的兴建致使该岛部分被淹，半个世纪后，新的阿斯旺水坝又曾迫使这里的古埃及神庙建筑群被拆迁至临近的一座岛上，拆迁计划与联合国教科文组织的项目有联系。

## 菲萊神廟
菲萊神廟（英語：Philae temple），位於埃及阿斯旺，修建在阿斯旺城南尼羅河中的菲萊島上，供奉的是愛神伊西斯，以石雕及石壁浮雕上的神話故事聞名於世，是保存古埃及宗教最久的地方。19世纪末，老阿斯旺水坝修建蓄水以后，菲萊神廟原址就被逐渐淹沒。1960年代开始兴建的阿斯旺水坝使得这一问题更加严重。自1972年起，埃及政府在联合国教科文组织的协助下，在神庙周围修建围堰，将堰中河水抽乾。然后逐渐将神庙拆卸分解后搬迁到距原址500多米的阿吉勒基亚岛上，按照原样重建。1980年3月，搬迁重建工作全部完成，神廟重新开放。
菲萊神廟作为附近地区努比亚遗址的一部分在1979年被联合国教科文组织评定为世界文化遗产。